# کون ۲: نگاه به عقب
کون ۲: هایندسایت یازدهمین قسمت از فصل چهاردهم سریال کارتونی آمریکایی ساوت پارک، و به طور کلی دویست و ششمین قسمت پخش شده از این مجموعه است. این قسمت در تاریخ بیست و هفتم اکتبر سال ۲۰۱۰ از شبکه کابلی کمدی سنترال به نمایش درآمد.

## خلاصه
کون حالا رهبر تیمی از ابرقهرمانان است. آن‌ها برای انجام مسئولیت خود آماده‌اند اما در هر موقعیت شخص دیگری زودتر از آن‌ها سرمی‌رسد.